# گل‌های رنج
«گل‌های رنج» (به فرانسوی: Les Fleurs du mal) یا «گل‌های بدی» مجموعه شعری از شارل بودلر شاعر قرن نوزدهم فرانسه است. بودلر پدر شعر مدرن است. امروزه بسیاری از او به عنوان بزرگ‌ترین شاعر فرانسه یاد می‌کنند. اصالت بدعت اثر او جایگاهی هم تراز آثار بزرگانی چون: ویکتور هوگو، تئوفیل گوتیه و حتی لرد بایرون دارد. در عین حال که اشعار او گاه درون‌مایۀ اضمحلالی آگاهانه در هنجارها، اخلاقیات، وقار، ایمان مذهبی، شرافت، انضباط (دکادنس) و گاه تن‌کامگی دارد، وی از پیشگامان نمادگرایی و جنبش های نوگرایی به شمار می‌رود. زبان بودلر رسا و فن شعر او دقیق است.
این کتاب که مهم‌ترین اثر شاعر نیز محسوب می‌شود در مجموعه‌ای تحت عنوان «گل‌های رنج» در سال ۱۸۵۷ میلادی انتشار یافت.
این مجموعه بلافاصله بعد از انتشار از سوی دادگاه توقیف شد. ناشر به پرداخت صد فرانک و بودلر به پرداخت سیصد فرانک جریمۀ نقدی (که بعدا به پنجاه فرانک کاهش یافت) محکوم شدند و شش قطعه از اشعار نیز از مجموعه حذف شد. این داوری، بودلر را مایوس نکرد به طوری که چهار سال بعد چاپ دوم «گل‌های رنج» با ۳۵ شعر تازه و پس از آن مجموعۀ «اشعار کوچک منثور» منتشر شد. در این اثر، بودلر به دنبال کشف زیبایی از درون زشتی است و مبانی زیبایی‌شناسی جدیدی را پایه‌ریزی می‌کند. او خود در اینباره می‌نویسد:
"... در این کتاب موحش، من همه عشق، عاطفه، اعتقاد و نفرتم را نهاده‌ام! ..."
«گل‌های رنج» بر چندین شاعر برجستۀ فرانسوی از جمله: «پل ورلن»، «آرتور رمبو» و «استفان مالارمه» تأثیر زیادی داشت.
قطعاتی از این کتاب برای اولین بار در ایران، با عنوان «قطعه‌هائی از گلهای رنج» توسط «مرتضی شمس» در سال ۱۳۳۵ خورشیدی به زبان فارسی برگردانده و توسط «انتشارات کتابخانه گوتمبرگ» چاپ شد و این سبک را به جامعۀ ادبی ایران معرفی نمود.[۱]
ترجمۀ دیگری نیز توسط «محمدعلی اسلامی ندوشن» در مجموعۀ «ملال پاریس و برگزیده‌ای از گل‌های بدی» توسط بنگاه ترجمه و نشر کتاب، در سال ‫۱۳۴۱‬ خورشیدی به چاپ رسید. (تجدید چاپ توسط، انتشارات فرهنگ جاوید، ۱۳۹۵ خورشیدی).
در بسیاری از منابع اولین مترجم این کتاب که مهم‌ترین اثر شارل بودلر نیز محسوب می‌شود، «محمدعلی اسلامی ندوشن» ذکر شده است؛ در صورتیکه کتاب مذکور، با عنوان مجموعۀ «ملال پاریس و برگزیده‌ای از گل‌های بدی» توسط بنگاه ترجمه و نشر کتاب، در سال ‫۱۳۴۱‬ خورشیدی به چاپ رسیده است. ضمنا در پیشگفتار کتاب مذکور نیز مترجم، دربارهٔ منبع اولین ترجمهٔ فارسی از کتاب «قطعه‌هائی از گلهای رنج» ترجمهٔ «مرتضی شمس» نام می‌برد.[۲]
از دیگر ترجمه های این کتاب به زبان فارسی:
«گلهای رنج: گزیده اشعار»، ترجمۀ: محمدرضا پارسایار، ناشر: «انتشارات هرمس»، چاپ اول، سال ۱۳۸۰ خورشیدی.
«گل های دوزخی»، ترجمۀ: نیما زاغیان، ناشر: «انتشارات نگاه»، چاپ اول، سال ۱۳۹۴ خورشیدی.